# 松尾汐恩
松尾 汐恩（まつお しおん、2004年7月6日 - ）は、京都府相楽郡精華町出身のプロ野球選手（捕手）。右投右打。横浜DeNAベイスターズ所属。

## 経歴

### プロ入り前
精華町立川西小学校1年生の時に軟式野球チームの精華アトムズで野球を始め、精華町立精華中学校在学時は硬式野球のクラブチームである京田辺ボーイズでプレーし、投手と遊撃手を兼任。DeNA同期入団の森下瑠大とは中学時代から対戦し、ボーイズリーグ京都府選抜ではチームメイトだった。3年夏には、ボーイズ日本代表として世界少年野球大会に出場した。また、野球教室で当時東北楽天ゴールデンイーグルスに在籍しており、後にDeNAでチームメイトとなる藤田一也から野球を教わっている。
大阪桐蔭高等学校では、入学当初は遊撃手だったが、1年秋の大会中にチーム事情で臨時で捕手をやったところ能力の高さを見せ、そのまま捕手へコンバートされる。2年春には第93回選抜高等学校野球大会に出場。智辯学園との1回戦にて代打で途中出場するも無安打に終わり、選抜大会で初の初戦敗退となった。同年夏の第103回全国高等学校野球選手権大会では松浦慶斗とバッテリーを組み、背番号12ながら正捕手を務めた。近江との2回戦ではソロ本塁打を放ったが、チームはこの試合で敗れた。同年秋は近畿大会で優勝し、明治神宮野球大会に出場。広陵との決勝では2本塁打を放つなど活躍し、優勝に貢献した。3年春に出場した第94回選抜高等学校野球大会でも5試合で打率.353、2本塁打、4打点を記録して優勝に貢献。國學院久我山との準決勝、近江との決勝でそれぞれ本塁打を放っている。同年夏には学校史上3度目となる春夏連覇を目指し、第104回全国高等学校野球選手権大会に出場。聖望学園との2回戦で2打席連続本塁打を放ち、OBの平田良介、森友哉、藤原恭大らに並ぶ史上10人目の甲子園大会通算5本塁打に到達した。しかし、下関国際との準々決勝で逆転負けを喫し、春夏連覇を逃した。大会後にはWBSC U-18ワールドカップの日本代表に選出され、ベストナインを受賞した。その後、2022年9月26日にプロ志望届を提出した。
10月20日に行われたNPBドラフト会議にて横浜DeNAベイスターズから単独1位指名を受けた。前身球団を含めDeNAが捕手をドラフト1位指名するのは谷繁元信以来34年ぶり2人目となった。担当スカウトは安部建輝。11月6日、大阪市内で入団交渉を行い契約金1億円、年俸1100万円で入団に合意。背番号は5。

### DeNA時代

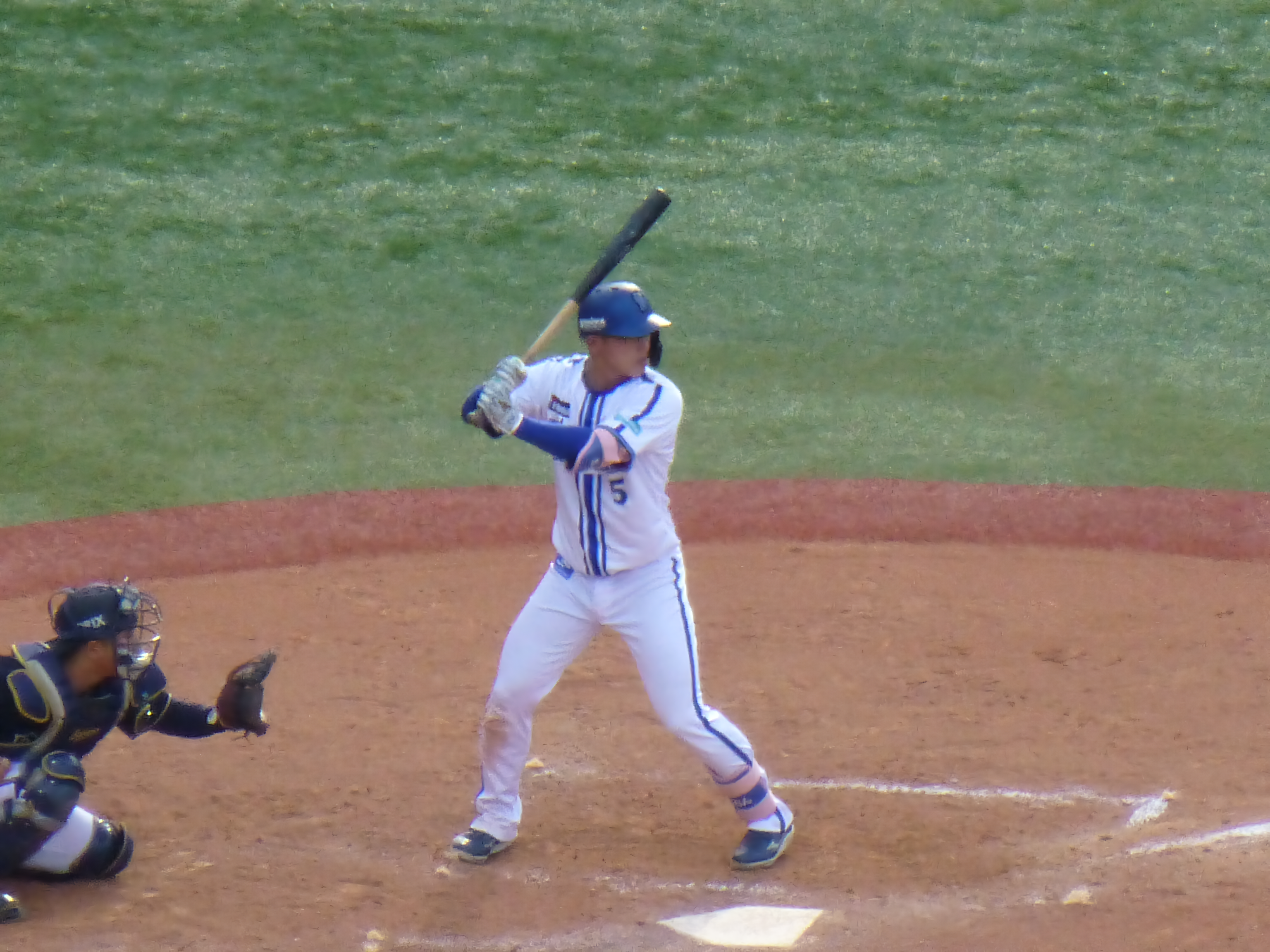
松尾の打撃フォーム

2023年は高卒ルーキーでただ1人、春季キャンプの一軍メンバーに抜擢された。一軍の主力投手たちの球を受けるなど経験を積み、オープン戦3試合に出場し、課題に取り組むために3月6日から二軍に合流した。5月20日、イースタン・リーグの千葉ロッテマリーンズ戦で澤田圭佑から公式戦初本塁打を記録。二軍での打撃力の高さを買われ、交流戦明けの6月23日に2試合限定で代打要員としてプロ入り初めて一軍登録されたが、2日連続で先発投手が完投したために出場機会がなく登録抹消された。9月6日、「4番・捕手」として出場したイースタン・リーグの東京ヤクルトスワローズ戦で、第1打席で左翼線二塁打、第3打席で中前打、第4打席で右中間三塁打、第5打席で左翼への2点本塁打を打ち、5打数4安打4打点でリーグ史上12人目のサイクル安打を達成した。一軍出場は無かったが、二軍では1年目から104試合に出場し、打率.277、7本塁打で、イースタン・リーグでは打率5位、安打数は2位という好成績を残した。オフの10月23日、現状維持となる推定年俸1100万円で契約を更改した。11月28日の「NPB AWARDS 2023」では、前述のサイクル安打達成により、イ・リーグ特別表彰を受けた。
2024年は、オープン戦で打率.375と結果を残し、初の開幕一軍を迎える。3月31日の広島東洋カープ戦（横浜スタジアム）で、6回裏に先発の大貫晋一の代打でプロ初出場。2試合目の出場となった4月2日の阪神タイガース戦（京セラドーム）で、9回一死の場面で中継ぎのJ.B.ウェンデルケンの代打として登場すると、門別啓人のツーシームを振り抜いた打球が左翼フェンス直撃の二塁打となり、プロ初安打を記録した。同カードの4月4日には、「7番・捕手」として初めて先発出場を果たした。10日には、松尾の前年のドラフト1位である、プロ入り初登板の小園健太とのフレッシュなバッテリーを組み、本拠地・横浜スタジアムでの先発出場も経験したが、攻守で精彩を欠いた。計8試合の出場で打率は.167まで沈み、二軍で経験を積ませる方針へと転換され、14日に出場選手登録抹消となった。その後、イースタン・リーグで出場を続け打率.327で首位打者となるなど卓越した打力を見せ、7月15日に伊藤光と入れ替わる形で一軍に再昇格した。8月10日の東京ヤクルトスワローズ戦（横浜スタジアム）で同年3度目の先発出場をすると、5打数3安打でプロ初打点も挙げる活躍を見せ、初のヒーローインタビューを受けたが、15日に出場選手登録抹消となった。9月上旬の二軍戦の試合中、スライディングで右手首を負傷し、戦線から離脱した。リハビリトレーニングを経て28日の二軍戦で実戦に復帰。この試合でチームは勝利し、42年ぶりのイースタン・リーグ優勝に貢献した。二軍では78試合に出場し打率.326、3本塁打、42打点、OPS.816の好成績でシーズンを終え、正捕手の山本祐大の離脱もあり、10月2日に再び一軍に合流。同年の一軍レギュラーシーズンは27試合に出場したが、うちスタメンマスクは4試合で代打としての起用が多く、40打席に立って8安打、0本塁打、1打点、打率.211といった打撃成績だった。そのままポストシーズンも帯同し、クライマックスシリーズでは、ファーストステージの10月13日の阪神戦（甲子園球場）で8回に代打として出場し安打を記録。その後、伊藤の離脱があり、福岡ソフトバンクホークスとの日本シリーズでは戸柱恭孝に次ぐ二番手捕手を任される。10月27日の第2戦では5回に代打として出場して日本シリーズ初安打を放ち、6回から捕手として守備につくと3投手が投げた4イニングを全て三者凡退に抑える好リードを見せた。オフの11月19日、現状維持となる推定年俸1100万円で契約を更改した。
2025年も開幕から山本祐大が正捕手を務めるなか、開幕3戦目の3月30日の中日ドラゴンズ戦（横浜スタジアム）ではスタメンマスクを任され、5回裏にウンベルト・メヒアのスライダーを捉え左翼スタンドにプロ1号本塁打を放つと、バッテリーを組んだ先発の平良拳太郎も5回無失点の好投を見せチームに勝利をもたらした。

## 選手としての特徴

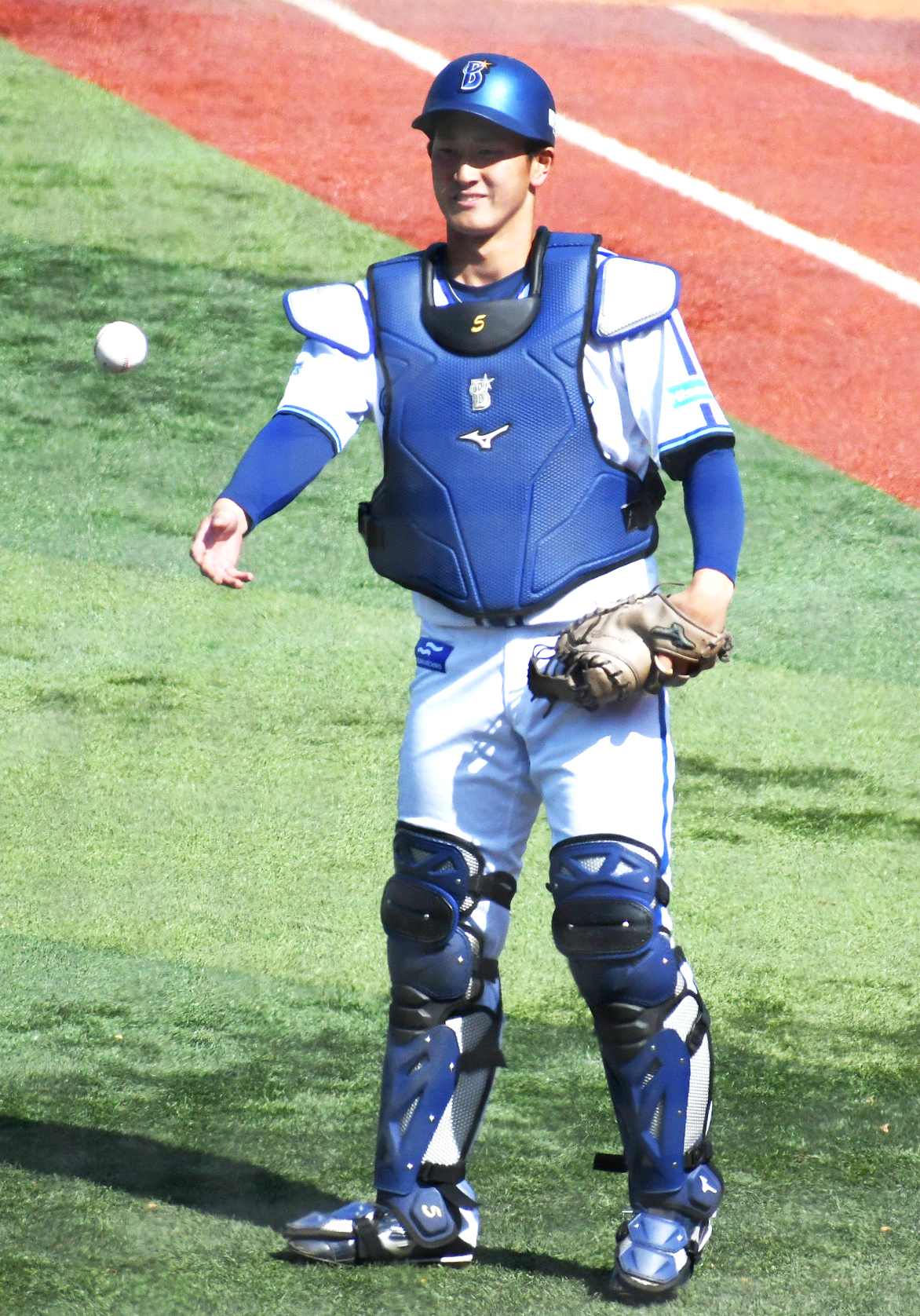

肩の強さとフットワークの俊敏さが光る走攻守バランスの取れた動ける捕手。50メートル6秒2、遠投110メートル。二塁までの送球は1.80秒～1.90秒台を記録。
細身の体型ながら打撃では確実性と長打力を兼ね備え、高校通算38本塁打。

## 人物
- 音楽の趣味は「染みる感じが好き」ということで演歌を好み、「テンションが上がる感じの曲はあまり好きじゃない」という。祖父が大好きだった渥美二郎の「娘よ」という曲を聴いて演歌にハマったとのこと。田代富雄コーチからも畠山みどりの「男じゃないか」という曲を勧められて聴き、「パワーをもらっている」という[61]。

## 詳細情報

### 年度別打撃成績
| 年 度     | 球 団     | 試 合 | 打 席 | 打 数 | 得 点 | 安 打 | 二 塁 打 | 三 塁 打 | 本 塁 打 | 塁 打 | 打 点 | 盗 塁 | 盗 塁 死 | 犠 打 | 犠 飛 | 四 球 | 敬 遠 | 死 球 | 三 振 | 併 殺 打 | 打 率 | 出 塁 率 | 長 打 率 | O P S |
| --------- | --------- | ----- | ----- | ----- | ----- | ----- | -------- | -------- | -------- | ----- | ----- | ----- | -------- | ----- | ----- | ----- | ----- | ----- | ----- | -------- | ----- | -------- | -------- | ----- |
| 2024      | DeNA      | 27    | 40    | 38    | 3     | 8     | 3        | 0        | 0        | 11    | 1     | 0     | 0        | 0     | 0     | 1     | 0     | 1     | 8     | 1        | .211  | .250     | .290     | .540  |
| 通算：1年 | 通算：1年 | 27    | 40    | 38    | 3     | 8     | 3        | 0        | 0        | 11    | 1     | 0     | 0        | 0     | 0     | 1     | 0     | 1     | 8     | 1        | .211  | .250     | .290     | .540  |

- 2024年度シーズン終了時

### 年度別守備成績
| 年 度 | 球 団 | 捕手  | 捕手  | 捕手  | 捕手  | 捕手  | 捕手     | 捕手  | 捕手     | 捕手     | 捕手     | 捕手     |
| 年 度 | 球 団 | 試 合 | 刺 殺 | 補 殺 | 失 策 | 併 殺 | 守 備 率 | 捕 逸 | 企 図 数 | 許 盗 塁 | 盗 塁 刺 | 阻 止 率 |
| ----- | ----- | ----- | ----- | ----- | ----- | ----- | -------- | ----- | -------- | -------- | -------- | -------- |
| 2024  | DeNA  | 8     | 32    | 7     | 0     | 0     | 1.000    | 0     | 6        | 4        | 2        | .333     |
| 通算  | 通算  | 8     | 32    | 7     | 0     | 0     | 1.000    | 0     | 6        | 4        | 2        | .333     |

- 2024年度シーズン終了時[注 2]

### 記録
初記録
- 初出場・初打席：2024年3月31日、対広島東洋カープ3回戦（横浜スタジアム）、6回裏に大貫晋一の代打で出場、益田武尚から一邪飛[62]
- 初安打：2024年4月2日、対阪神タイガース1回戦（京セラドーム大阪）、9回表にJ.B.ウェンデルケンの代打で出場、門別啓人から左越二塁打
- 初先発出場：2024年4月4日、対阪神タイガース3回戦（京セラドーム大阪）、「7番・捕手」で先発出場
- 初打点：2024年8月10日、対東京ヤクルトスワローズ19回戦（横浜スタジアム）、4回裏にエルビン・ロドリゲスから左翼適時二塁打[63]
- 初本塁打：2025年3月30日、対中日ドラゴンズ3回戦（横浜スタジアム）、5回裏にウンベルト・メヒアから左越ソロ[64]
- 初盗塁：2025年6月6日、対北海道日本ハムファイターズ1回戦（横浜スタジアム）、4回裏に二盗（投手：伊藤大海、捕手：伏見寅威）

### 背番号
- 5（2023年 - ）

### 代表歴
- 2022 WBSC U-18ワールドカップ 日本代表